# Заозерье (Лодейнопольский район)
Заозерье — деревня в Алёховщинском сельском поселении Лодейнопольского района Ленинградской области.

## История
ЗАОЗЕРЬЕ (СТЕПАНОВЩИНА) — деревня при озере Семенском, число дворов — 19, число жителей: 54 м. п., 46 ж. п.; Часовня православная. Мельница. 

КУКУЙ (посёлки КУКУЯ и ЗАОЗЕРЬЕ) — деревня при озере Заозерском, число дворов — 5, число жителей: 8 м. п., 5 ж. п.  (1879 год)

ЗАОЗЕРЬЕ — деревня при озере Заозерском, население крестьянское: домов — 19, семей — 19, мужчин — 48, женщин — 50, всего — 98; лошадей — 16, коров — 30, прочего — 41. 

ЗАОЗЕРЬЕ (ДАЛЬНЯЯ ГОРА) — деревня при озере Заозерском, население крестьянское: домов — 8, семей — 8, мужчин — 20, женщин — 21, всего — 41; лошадей — 4, коров — 5, прочего — 6. (1905 год)

В конце XIX — начале XX века деревня административно относилась к Шапшинской волости 1-го стана Лодейнопольского уезда Олонецкой губернии.
С 1917 по 1921 год деревня входила в состав Заозерского сельсовета Шапшинской волости Лодейнопольского уезда Олонецкой губернии.
С 1922 года в составе Валдайского сельсовета.
С 1923 года в составе Суббоченской волости Ленинградской губернии.
С 1926 года в составе Заозерского сельсовета.
С февраля 1927 года в составе Шапшинской волости. С августа 1927 года в составе Оятского района. В 1927 году население деревни составляло 128 человек.
С 1928 года в составе Валдайского сельсовета.
Согласно карте Ленинградской области Северо-западного аэрогеодезического треста ГГУ издания 1932 года деревня насчитывала 20 крестьянских дворов.
По данным 1933 года деревня Заозерье входила в состав Валдайского сельсовета Оятского района.

Деревня Заозерье на карте РККА 1940 года

С 1940 года в составе Алёховщинского сельсовета.
С 1955 года в составе Лодейнопольского района.
По данным 1966, 1973 и 1990 годов деревня Заозерье также входила в состав Алёховщинского сельсовета.
В 1997 году в деревне Заозерье Алёховщинской волости проживали 5 человек, в 2002 году — 6 человек (все русские).
В 2007 году в деревне Заозерье Алёховщинского СП проживали 4 человека, в 2010 году — 7, в 2014 году — 6 человек.

## География
Деревня расположена в центральной части района на автодороге 41А-009 (Лодейное Поле — Чудово).
Расстояние до административного центра поселения — 15 км.
Расстояние до ближайшей железнодорожной станции Лодейное Поле — 36 км.
Деревня находится на восточном берегу Заозерского озера.

## Демография
| 1879 | 1905 | 1927 | 1997 | 2007 | 2010 | 2014 |
| ---- | ---- | ---- | ---- | ---- | ---- | ---- |
| 113  | ↗139 | ↘128 | ↘5   | ↘4   | ↗7   | ↘6   |
| 2015 | 2016 | 2017 |      |      |      |      |
| →6   | →6   | →6   |      |      |      |      |

### Национальный состав
Согласно данным Всероссийской переписи населения 2021 года в деревне проживали 39 человек,  все русские.

## Инфраструктура
На 1 января 2014 года в деревне было зарегистрировано: хозяйств — 5, частных жилых домов — 21
На 1 января 2015 года в деревне было зарегистрировано: хозяйств — 6, жителей — 6.

## Известные уроженцы
Долинов Леонид Иванович (1930—2017) — советский испытатель ракетно-космической техники, Герой Социалистического Труда.